# Polytelodes florifera
Polytelodes florifera är en fjärilsart som beskrevs av Walker 1858. Polytelodes florifera ingår i släktet Polytelodes och familjen nattflyn. Inga underarter finns listade i Catalogue of Life.